# 楊詩蒂
楊詩蒂（？—），1973年進入無綫電視第三期藝員訓練班，當時所用的姓名是楊新為。為活躍于七十年代的香港演員，其最廣為人知的代表作為主唱街知巷聞的励志经典金曲《乘風破浪》，1980年跳槽至麗的電視，現已息影多年。

## 電視劇作品

#### 無綫电视
- 1974年 《香港風情畫：好彩》
- 1974年 《香港風情畫：平安夜》
- 1975年 《乘風破浪》飾演　高燕茵
- 1975年 《相見好》
- 1976年 《CID》(第3集) 飾演　麗珠
- 1976年 《無花果》(第1集) 飾演　狄珊珊
- 1976年 《家家有本難唸的經：裙帶風雲》
- 1976年 《狂潮》飾演　單如冰
- 1976年 《七女性：岸西》
- 1976年 《北斗星》
- 1977年 《小人物：唐先生》飾演　敏
- 1977年 《年青人：未婚夫》飾演　Lily莉莉
- 1978年 《人海奇譚：寂寞心曲》 飾演　Lydia
- 1978年 《行運一條龍》
- 1978年 《奮鬥》飾演　韋老師
- 1979年 《女人三十：變奏》飾演　Lily
- 1979年 《抉擇》飾演　舒琴
- 1979年 《家在香港》
- 1980年 《風雲》飾演　Anna

#### 麗的電視
- 1980年 《青春三重奏》飾演　杜本妮 (Bonnie)
- 1981年 《I.Q.成熟時》飾演　胡老師 (Miss Woo)
- 1981年 《少年黃飛鴻》飾演　秋瑾
- 1982年 《愛情跑道》飾演　唐玉娟

#### 香港電台
- 1977年 《獅子山下：防》飾演　梁太
- 1980年 《百合花：離巢》飾演　葉太
- 1982年 《屋簷下：陰影》飾演　阿Sa
- 1983年 《香港香港：魚在水中游之食人䱽》飾演　老師

## 節目主持
- 天氣報告（無綫電視）
- 1980年至1982年 《下午茶》（麗的電視）

## 電影作品
- 1983年 《車魂》

## 音樂作品

#### 歌曲
- 1975年 《乘風破浪》
- 1976年 《無花果》（楊詩蒂、鄧志新合唱）
- 1976年 《愛誓》（楊詩蒂、方俊合唱）

#### 音樂影片演出
- 1978年　許冠傑《世事如棋》